# 당신들의 천국
《당신들의 천국》은 이청준의 장편 소설이다. 소록도의 한센병 환자 병원에 새로운 원장이 부임하며 벌어지는 이야기를 다루었으며 총 3부로 이루어져 있다. 1966년 조선일보 이규태 기자가 국립소록도병원의 오마도 간척공사를 취재하며 사상계에 기고한 르포르타주 "소록도의 반란"에 영감을 받아 쓰여졌다. 1974년 4월부터 1975년 12월까지 《신동아》에 연재되었으며, 1976년 5월 문학과지성사에서 단행본으로 출간되었다. 2003년 100쇄를 발행했다.

## 등장인물

### 조백헌
趙白憲. 전직 군의관이자 현역 육군 대령이며 문둥병(나병) 환자 병원의 병원장이다. 소록도에 부임하여 좌절과 실의에 빠진 원생들을 위하여 오마도 간척 사업을 추진한다. 하지만 원생들은 일제 강점기 주정수 원장이 보인 위선과 배반의 역사를 떠올리며 고통과 배반을 떠올린다. 결국 조백헌 원장은 간척 사업의 결말을 보이지 못하고 섬을 떠난다. 그리고 5년 뒤 민간인의 신분으로 섬에 다시 들어와 섬사람들과 함께하는 삶을 살면서 사랑이 바탕이 된 진정한 천국을 꿈꾼다.

### 이상욱
李相旭. 경상도 안동 출신으로 소록도의 병원에서 일하는 보건과장이며 작품 내에서는 섬사람의 하나로, 숨겨진 과거가 있다. 처음에는 조백헌에게 호의적이지 않은 모습을 보이며 깊은 회의감을 느낀다. 조백헌이 하는 많은 일들에 대해서 끊임없이 파고드는 정교한 면모를 지닌 인물이다.

### 이정태
李正泰. 취재기자이며 조백헌이라는 인물과 소록도에 깊은 관심을 갖고 있다. 이 인물은 당시 소록도 탐사 기사를 지면에 실었던 조선일보 기자 이규태를 모델로 하였다.

### 황희백
黃希帛. 섬의 장로이며, 주민들에게 깊은 신뢰를 받고 있다. 가난과 병으로 인한 끔찍한 과거를 가지고 있는 인물. 조백헌을 신이 내린 인물이라고 함

### 기타 인물
- 김정일(金政一): 의료부장.
- 서미연(徐美硏): 보육소에서 미감아 아이들을 돌보고 있는 보모 겸 분교 교사.
- 윤해원(尹海原): 보육소 교사. 누이의 병에 대한 집착으로 인해 컴플렉스가 심한 인물이다.
- 주정수(周正秀): 일제강점기에 소록도 병원으로 부임했던 원장. 처음엔 조백헌처럼 의욕적으로 원생들의 자신감, 복지를 위해 사업을 추진했지만 권력욕과 명예욕으로 타락한 인물.
- 사토(佐藤): 주정수 원장의 앞잡이로서 주정수 원장의 '배반'을 주도함.
- 이순구: 이상욱의 아빠
- 한민(韓敏): 나병을 치료하고 소록도에서의 자신의 삶을 다룬 소설을 써서 육지로 원고를 보내다가 망연자실하고 자살한 인물.

## 참고 문헌
- 당신들의 천국 이청준| 열림원| 2000.07.01 | 476p | ISBN : 8970632336